# Leptocerina spinigera
Leptocerina spinigera är en nattsländeart som beskrevs av Martin E. Mosely 1932. Leptocerina spinigera ingår i släktet Leptocerina och familjen långhornssländor. Inga underarter finns listade i Catalogue of Life.